# Tusciano (retore)
Tusciano (in latino: Tuscianus; fl. metà del IV secolo) è stato un retore romano.
Originario della Lidia, fu allievo di Giuliano di Cappadocia, e fornì a Eunapio un resoconto del processo che coinvolse Giuliano e dei complotti dei sofisti rivali contro Proeresio ad Atene.
Secondo la Suda, un Tusciano di Frigia criticò l'imperatore Giuliano per il fatto che preferisse Libanio a Proeresio; è possibile che la Suda si sbagli a riportare il luogo di origine di questo Tusciano e vada quindi identificato con Tusciano di Lidia.